# インタウィチャヤーノン
インタウィチャヤーノン はタイ王国のチエンマイ県にあったチエンマイ王朝の第7代目の君主である。
インタウィチャヤノンは元の名前を「イントノン・ナ・チェンマイ」(อินทนนท์ ณ เชียงใหม่) と言い、第3代チエンマイ領侯カムファンの孫。イントノンの最初の妻は「リンカム・ナ・ラムプーン」(รินคำ) という名でした。その後、イントノンはカーウィローロットスリヤウォン大公の娘「ティップケーソン・ナ・チェンマイ」(ทิพเกสร) と出会。彼女はイントノンに好意を抱きた。これを受けて、カーウィローロットスリヤウォン大公はイントノンにリンカムとの離婚を申し入れました。最終的に、イントノンとティップケーソンは結婚した。
1870年にイントノンはチエンマイ領大公として即位し、「インタウィチャヤーノン大公」の名を授かった。 インタウィチャヤーノン大公よりも妻のティップケーソン妃の方が頭脳明晰でよく大公を助けたという。時のチュラーロンコーン大王はチャクリー改革の一環としてモントン制を導入し、チエンマイをタイ王国に編入しようと試みた。1884年（タイ仏歴2427年）には、インタウィチャヤーノン公から主権を剥奪した。チエンマイ公国はチャクリー王国の属国であったため、拒否することはできなかった。この後チェンマイ大公は「君臨すれども統治せず」の体制になる。

## 関連記事
- タイ君主一覧